# İhsaniye, Eyüp
İhsaniye là một xã thuộc huyện Eyüp, tỉnh Istanbul, Thổ Nhĩ Kỳ. Dân số thời điểm năm 2010 là 188 người.